# Estación Nuevo Latir
Nuevo Latir es una de las estaciones del Sistema Integrado de Transporte MIO de la ciudad de Cali, inaugurado en el año 2008.

## Ubicación
Esta estación está sobre la carrera 28D junto a la Avenida Ciudad de Cali (Calle 73). La estación está ubicada al frente de la Institución Educativa Nuevo Latir

## Servicios de la estación

### Rutas troncales
| Ruta | Estación Origen      | Estación Destino             | Sentido (N/S) |
| ---- | -------------------- | ---------------------------- | ------------- |
| T50  | Inicio del recorrido | La Ermita                    | Ambos         |
| T57A | Inicio del recorrido | Unidad Deportiva Cl 5 Cra 52 | Ambos         |

### Rutas pretroncales
| Ruta | Origen                            | Trayecto | Destino                          |
| ---- | --------------------------------- | --- | -------------------------------- |
| P51A | Terminal Aguablanca Cra 28D Cl 96 | Troncal de Aguablanca - Terminal Calipso - Cl 36 (Autopista Simón Bolívar) - Cl 25 - Terminal Simón Bolívar - Cl 25 - Troncal Cr 100 - Universidades - Vía Cali-Jamundí - Cr 118 - Cl 16 (Avenida Cañasgordas) - Cr 122 | Universidades Cr 100 Cl 16 - USB |
| P51C | Terminal Aguablanca Cra 28D Cl 96 | Cr 28D - Cl 83 - Cr 29 - Cl 48 - Cr 46 - Cl 36 - Cl 25 - Terminal Simón Bolívar - Cr 66 - Cl 16 - Cr 56 - Troncal Cl 5 - Cr 80 - Cl 13 - Troncal Cr 100                                                                 | Capri - Buitrera Cr 100 Cl 11    |

### Rutas circulares
| Ruta | Origen                             | Trayecto | Destino                            |
| ---- | ---------------------------------- | --- | ---------------------------------- |
| C502 | Terminal Andrés Sanín Cl 73 Cra 19 | Cra 25 - Cl 121 - Cra 27 - Nuevo Latir - Troncal Aguablanca - Centro - Terminal Menga - Paso del Comercio - Av. Ciudad de Cali | Terminal Andrés Sanín Cl 73 Cra 19 |
| C520 | Terminal Andrés Sanín Cl 73 Cra 19 | Av. Ciudad de Cali – Paso del Comercio - Terminal Menga - Centro - Troncal Aguablanca - Nuevo Latir - Cra 27 – Cl 121 - Cra 25 | Terminal Andrés Sanín Cl 73 Cra 19 |

- Datos: Q111797118